# Русский Рено
Русский «Рено» (также «Рено-русский», «Танк М», «Танк КС» (Красное Сормово); в ряде источников именуется «Танк „Борец за свободу тов. Ленин“», по имени собственному первого танка серии) — первый российский, советский танк и первый русский танк, запущенный в серийное производство. 
Танк классификационно относился к основным, лёгким и танкам непосредственной поддержки пехоты. Представлял собой почти полную копию французского лёгкого танка Рено ФT-17 (Renault FT-17). Выпускался в 1920—1921 годах на Сормовском заводе (Нижний Новгород) малой серией в 15 боевых машин. Несмотря на официальное принятие на вооружение Красной Армии в 1920 году, в каких-либо боевых действиях «Рено-русские» участия не принимали. На вооружении состояли до 1930 года.

## История создания

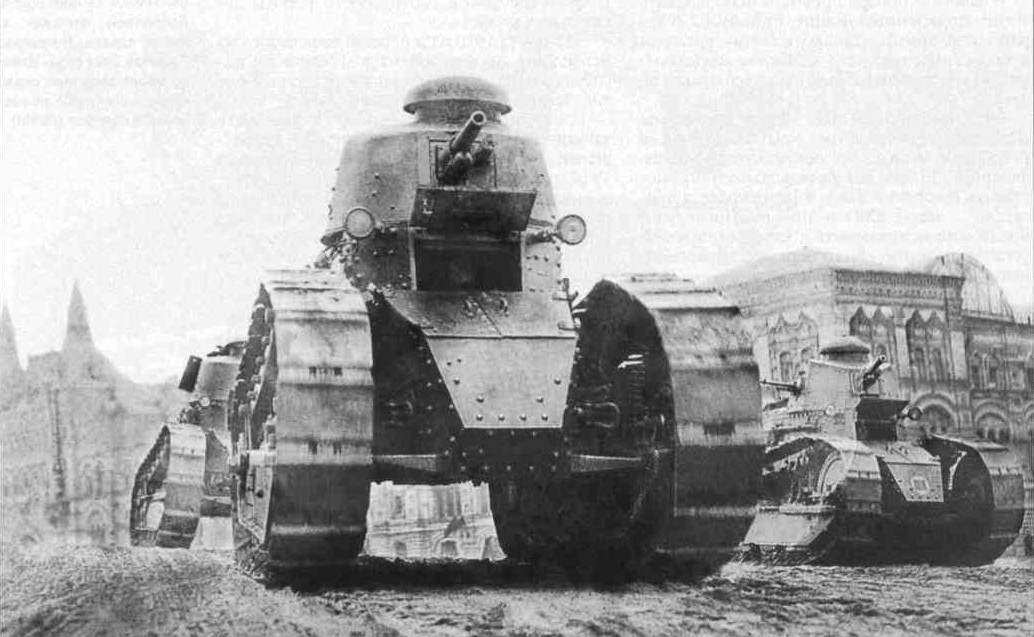
Танки РККА на параде. Впереди идёт трофейный Рено ФТ-17, позади слева — «Рено-русский» с пушечно-пулемётным вооружением. Москва, Красная площадь, 8 ноября 1924 года.

В ходе Первой мировой войны Российская империя активно использовала бронетехнику — за 4 года войны общее количество бронеавтомобилей, поступивших в распоряжение Русской Императорской армии (РИА), приблизилось к 500. В целом, активность использования броневиков русской армией была выше аналогичного показателя для армий как её союзников — Великобритании и Франции, так и противников — Германии и Австро-Венгрии. Во многом это объяснялось позиционным характером боевых действий на Западном фронте Первой мировой, а также общим немалым энтузиазмом русских военных по отношению к бронеавтомобилям. К середине 1917 года русская армия по количеству бронемашин, их качеству и организации, а также развитости тактики их использования превосходила армии других воюющих стран, незначительно уступая лишь Великобритании, и то только по общей численности бронемашин.
Кроме того, Военное ведомство Российской империи внимательно следило за применением странами Антанты (а впоследствии — и Центральными державами) новейшего вида боевой техники — танков. Военные понимали и признавали исключительную полезность вездеходных боевых машин в условиях русского бездорожья. Помимо зарубежного опыта, в этой области у России имелись собственные конструкторские наработки. Их появлению во многом способствовал солидный опыт создания бронеавтомобилей, а также достаточно мощная промышленность, способная осуществить выпуск таких несомненно передовых для своего времени изделий, как танки. И хотя первые «опыты» России на этом поприще нельзя назвать удачными — ни крохотный «Вездеход», ни ужасающий «Царь-танк» не обладали сколько-нибудь реальной боевой ценностью — к 1917 году появились и вполне осуществимые проекты, такие, как так называемый танк Рыбинского завода. Кроме того, имелись вполне успешные опыты создания боевых машин на базе полугусеничных тракторных шасси — таковым являлся бронированный трактор Гулькевича. Таким образом, к началу 1917 года Российская империя уже приближалась к моменту выпуска собственных вездеходных боевых машин. Однако, для ускорения оснащения армии вездеходными боевыми машинами, было решено закупить их за рубежом — во Франции. Выбор военных поначалу пал на средние французские танки Шнейдер CA1, и осенью 1916 года на соответствующем предприятии был размещён заказ на ни много, ни мало 390 танков этого типа со сроком поставки к зиме 1917 года. Впоследствии, однако, в результате изучения опыта боевого применения французских танков и сравнения их характеристик, ГУГШ РИА аннулировало старый заказ и разместило новый, на аналогичное количество лёгких танков Рено ФТ-17. Однако две революции 1917 года и последовавший за ними хаос Гражданской войны далеко и надолго отодвинули эти планы с повестки дня.
Таким образом, первыми танками, оказавшимися на русской земле, стали британские и французские машины, в небольшом количестве поставленные странами Антанты в 1919 году в виде военной помощи Добровольческой армии генерала А. И. Деникина. Части Белого движения применяли их в основном для поддержки действий пехоты и кавалерии в боях 1919—1920 годов. Британия была представлена тяжёлыми танками Mk V различных модификаций и несколькими «шальными» средними танками Mk B, Франция — всё теми же лёгкими танками Рено ФТ-17.
Первые танки Рено ФТ-17 прибыли в Россию 12 декабря 1918 года. В этот день в Одессе выгрузились с транспортных судов на берег 20 танков из состава 3-й роты 303-го полка штурмовой артиллерии французской армии, прибывшие вместе с частями французской и греческой пехоты. 18 марта 1919 года под станцией Березовкой невдалеке от Одессы бригада комбрига Григорьева из состава 2-й Украинской Советской армии (2-я УСА) атаковала греко-французские части. В донесении Григорьева в штаб армии данное столкновение описывается следующим образом:

…Противник — греки, французы и добровольцы — был выбит с передовых позиций и, растерявшись, бежал в полном беспорядке. В течение нескольких минут нам досталось много трофеев: около 100 пулемётов, четыре орудия, из них два дальнобойных, масса снаряжения, семь паровозов, пять эшелонов, бронированный поезд, четыре танка и два штаба, греческий и французский…— комбриг Григорьев

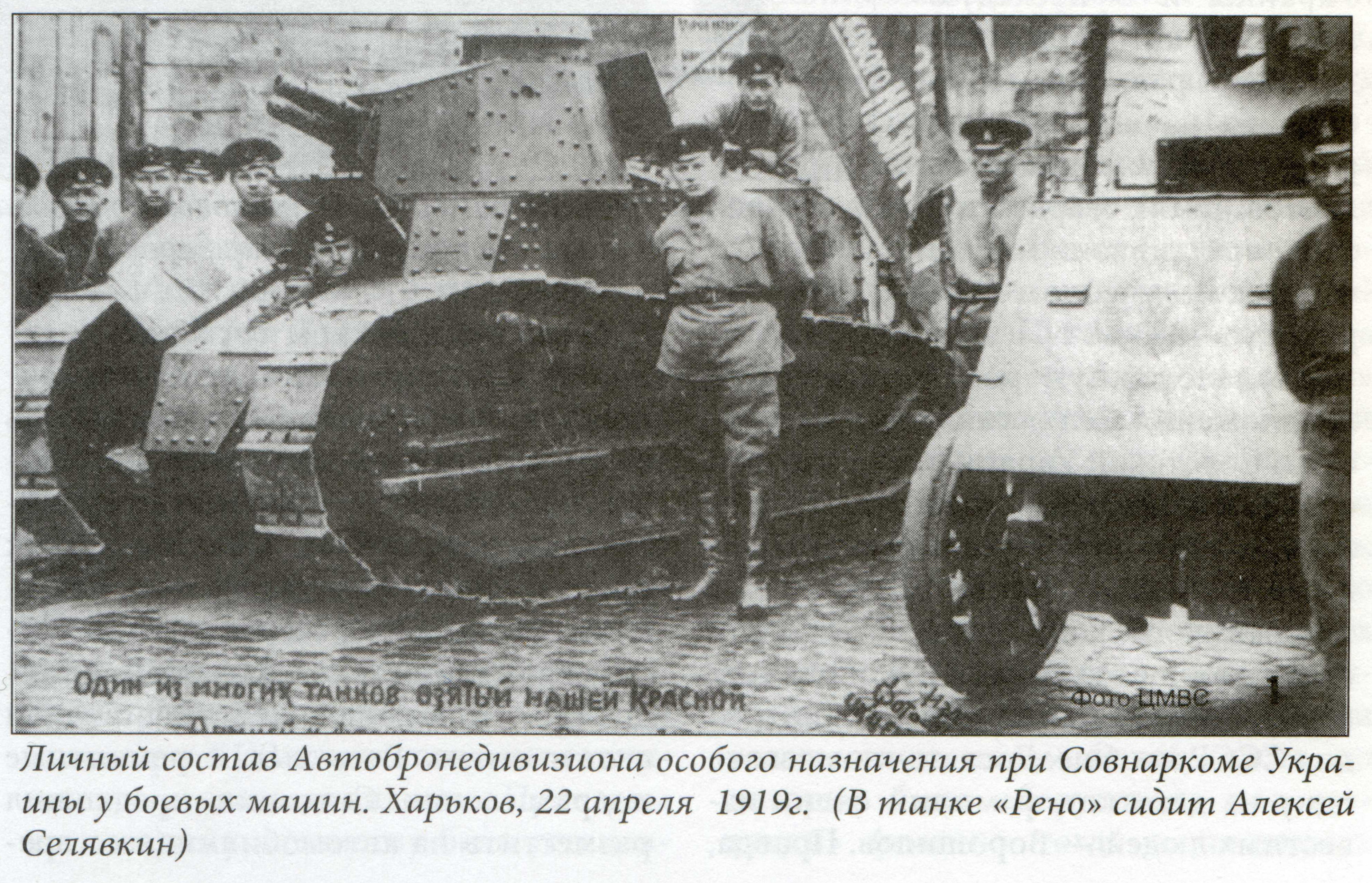
Трофейный Рено ФТ-17 в составе Бронедивизиона особого назначения при Совнаркоме Украины. 1919 год.

Из четырёх захваченных танков, идентифицированных в документах армии, как танки «системы Реналт», полностью исправными были только два. Интересно, что добыча этих трофеев стала для красноармейцев неожиданностью не меньшей, чем само появление этих танков на поле боя. Обращение с «ультрасовременным» оружием требовало соответствующей подготовки, и попытки красноармейцев сразу же применить свежезахваченные танки в бою не увенчалась успехом. В итоге три танка из четырёх были отправлены в Харьков, являвшийся на тот момент столицей советской Украины. Позднее на базе трофейных танков и бронеавтомобилей «Джеффери-Поплавко» из состава Бронеавтодивизиона особого назначения (БАДОНа) был сформирован Броневой дивизион особого назначения (БДОН) при Совете Народных Комиссаров Украины (командиром дивизиона был назначен А. Селявкин).
Четвёртый танк командование армии решило отправить в Москву в качестве подарка В. И. Ленину на День всемирной солидарности трудящихся (1 мая). К «подарку» было приложено написанное красноармейцами письмо, в котором имелись, среди прочего, такие строки:

…Без оружия и без винтовок шёл украинский пролетариат на усовершенствованные орудия современной техники, но, как видите, даже танки, эти современные чудища, порожденные последней войной, не устояли перед революционной войной, и сегодня 2-я Украинская Советская армия имеет счастье преподнести Вам, дорогой учитель, одно из этих страшных орудий. Вам мы отправляем один из этих танков, который будет лучшим доказательством мощи пролетарской революции…
В апреле 1919 года трофейный танк прибыл в Москву. Относительно дальнейших событий имеются разночтения. По одной версии, устроители первомайских торжеств, обдумывая, как бы поторжественнее обставить дарение трофея главе государства, решили провести танк своим ходом по Красной площади в ходе первомайской демонстрации. В соответствии с другой, более вероятной версией, В. И. Ленин сам выступил инициатором участия танка в параде и, более того, лично обратился в середине апреля к народному комиссару по военным и морским делам Украины с просьбой прислать ещё один танк для демонстрации его на первомайском параде в Москве, поскольку Рено ФТ-17, присланный в подарок вождю мирового пролетариата бойцами 2-й УСА, оказался некомплектным и передвигаться своим ходом не мог. К концу апреля второй танк благополучно прибыл в Москву.
Как бы то ни было, 1 мая 1919 года танк Рено ФТ-17 принял участие в праздничном параде на Красной площади. В ходе парада машиной управлял бывший авиатор Императорского военно-воздушного флота Б. Россинский, который вместе с двумя помощниками в течение ночи разобрался с управлением незнакомой машиной.
«Адресат» подарка В. И. Ленин отнёсся к трофею с большим интересом. После парада он задал водителю танка Б. Россинскому и присутствовавшим на показе военным специалистам массу вопросов о конструкции и боевой эффективности этого оружия. 2 мая 1919 года Ленин отправил в штаб 2-й УСА благодарственную телеграмму следующего содержания:

Штабу 2-й Украинской Советской Армии и всем товарищам этой армии.
2 мая 1919 года.

Приношу свою самую глубокую благодарность и признательность товарищам 2-й Украинской Советской Армии по поводу присланного в подарок танка.
Этот подарок дорог нам всем, дорог рабочим и крестьянам России, как доказательство геройства украинских братьев, дорог также потому, что свидетельствует о полном крахе казавшейся столь сильною Антанты.
Лучший привет и самые горячие пожелания успехов рабочим и крестьянам Украины и Украинской Красной Армий.— Председатель Совета Обороны
В. Ульянов (Ленин)
Тем временем, в мае 1919 года оставшиеся два трофейных «Рено» сражались в составе Бронедивизиона особого назначения в районе Екатеринослава и Кременчуга, причём противником их были части комбрига Григорьева, два месяца назад захватившие эти самые танки и выступившие теперь против советской власти. Чуть позже, в июне того же года, Бронедивизион особого назначения сражался с отрядами Н. И. Махно за контроль над железной дорогой Мелитополь—Александровск и смог потеснить части «батьки». Затем БДОН был переброшен под Новомосковск, где 26 июня 1919 года танки и бронеавтомобили дивизиона совместно с пехотой контратаковали наступающие части Добровольческой армии. В ходе боя добровольцы смяли войска красных, часть пехоты в беспорядке отошла, часть просто разбежалась. Оставшиеся без прикрытия бронеавтомобили и танки были брошены своими командами и достались частям Белого движения в качестве трофеев.
Что касается танка, прошедшего 1 мая 1919 года по Красной площади, то уже в середине мая 1919 года он также был отправлен на фронт в составе автобронеотряда имени Свердлова. Помимо танка, в составе отряда имелось два бронеавтомобиля «Остин», 1,5-тонный грузовик «Фиат-15тер», санитарный «Фиат», автомастерская «Пирс-Эрроу», автоцистерна «Уайт», автокухня «Паккард», два вооружённых пулемётами мотоцикла «Clyno» по одному пулемёту на каждом и два мотоцикла «Харлей-Дэвидсон». Личный состав автобронеотряда составлял 52 человека. В середине июня 1919 года автобронеотряд имени Свердлова прибыл на Южный фронт в распоряжение 8-й армии. Сведения о дальнейшей судьбе танка из состава отряда расплывчаты, хотя, по некоторым данным, осенью 1919 года он также был захвачен белыми.
Тем не менее, изучение и опыт эксплуатации захваченных под Одессой Рено ФТ-17 подтолкнули советское правительство к решению о начале производства в РСФСР собственных танков. С этой целью 10 августа 1919 года совместным решением Совнаркома и Совета военной промышленности нижегородский завод «Красное Сормово» был определён в качестве специализированного предприятия для изготовления танков. Броню предполагалось поставлять с Ижорского завода, вооружение — с Путиловского, двигатели — с завода АМО. В качестве «образца для подражания» было решено отправить на Сормовский завод трофейный танк, подаренный в марте В. И. Ленину бойцами 2-й УСА и оказавшийся неисправным (собственно, с момента прибытия в Москву он так и стоял в спецгараже).
Руководство и рабочие Сормовского завода восприняли это решение с воодушевлением, и 22 августа коллегия правления завода взяла на себя обязательство изготовить первый танк через девять месяцев, то есть к лету 1920-го, а к концу того же года сдать заказчику полностью первые пятнадцать танков в составе пяти боевых единиц (по 1 пушечному и 2 пулемётных танка каждая). Правда, уяснив ситуацию, завод сдвинул срок сдачи первого танка на 1 октября 1920 года.
Эталонный танк прибыл на завод 29 сентября 1919 года «в трёх крытых вагонах в разобранном виде». Осмотр присланного Москвой образца обескуражил заводчан. Мало того, что танк прибыл без каких бы то ни было документов и спецификаций — сам танк доехал до завода «не целиком». Часть деталей была попросту украдена, причём как в Москве, пока танк стоял в гараже, так и в пути. Причём помимо деталей подвески и корпуса танка отсутствовали и такие важные элементы конструкции, как коробка передач, что сулило заводу колоссальные трудности. И. И. Волков, один из инженеров Сормовского завода, принимавших участие в проектировании первого советского танка, впоследствии вспоминал:

Приступать к строительству танков приходилось в исключительно трудных условиях. В стране разруха. Необходимой техники нет. Что и говорить, было над чем поломать голову. Однако вера Ленина в рабочего человека вдохновляла сормовцев… 
К нам на завод был прислан легкий танк «рено», захваченный в боях на Южном фронте. Вот, говорят, наш образец. Делайте. А «образец» этот больше походил на груду металла, чем на настоящий танк. В нём отсутствовали важнейшие узлы. Не было мотора, коробки передач, множества других ценных деталей. Но унывать было некогда. В два месяца нужно было изготовить техническую документацию…

Трофейный танк Рено ФТ-17 (без вооружения) на Сормовском заводе. Зима 1919 года.

Для изучения танка и изготовления рабочих чертежей машины на заводе приказом по Центроброни была организована особая бригада конструкторов в составе инженеров Крымова, Москвина, Салтанова и Спиридонова. В помощь им от Ижорского завода была направлена «группа брони» в количестве 4 инженеров под руководством инженера-технолога Артемьева. Задача разработки моторно-трансмиссионной группы была возложена на завод АМО в Москве, которому было поручено «подогнать» двигатель «Фиат», для изготовления которого у завода имелась соответствующая оснастка, под габариты двигателя, стоявшего на эталонном танке Рено ФТ-17. Для осуществления «подгонки» на заводе была сформирована особая конструкторская группа в составе пяти конструкторов-чертёжников под руководством инженеров Пилоунковского и Калинина, причём последний назначался «ответственным за моторный агрегат» нового танка. Работа инженеров осложнялась тем, что недостающие узлы и агрегаты требовалось «восстановить» практически с нуля.
1 ноября 1919 года в целях координации действий заводов-изготовителей агрегатов танка, при Совете военной промышленности была создана специальная комиссия. Помимо указанных выше русских инженеров, в её состав вошли два специалиста из Франции — инженеры Дем и Розье, ранее работавшие на заводах «Рено» и сочувствовавшие советской власти, при этом Розье было поручено «изготовление всех чертежей и данных для нового танка». В конце ноября 1919 года для облегчения копирования недостающих деталей Сормовскому заводу через завод АМО по личному распоряжению В. И. Ленина были отправлены два автомобиля «Рено», «тяжелого» и «облегченного» типов.
Общее руководство работами по проектированию и изготовлению танков осуществляло Броневое управление главного военно-инженерного управления (ГВИУ), являвшееся заказчиком работ. На заводе за работами наблюдал комиссар Центроброни И. Х. Гаугель, который, правда, имел склонность решать возникающие в ходе работ проблемы при помощи ненормативной лексики и личного «маузера», чем нередко мешал рабочему процессу.
С октября по декабрь 1919 года спецбригада конструкторов выполнила около 130 чертежей узлов и агрегатов танка. Интересно, что многие из них тут же воплощались «в металле» (правда, из низкосортной стали) и корректировались «по месту» в корпусе эталонного танка. К середине ноября заводы Путиловский, Ижорский и АМО получили заказы на вооружение, бронекорпуса и моторно-трансмиссионные группы соответственно. В конце 1919 года инженер Ф. Нефёдов разработал маршрутную технологию изготовления танка. Тогда же завод приступил к непосредственному изготовлению деталей танков, хотя окончательно маршрутная технология была утверждена только в марте-апреле 1920 года.

## Серийное производство
Танки собирали в дизельном цехе сормовского завода. Сборка машин выполнялась в тесном взаимодействии с другими предприятиями — Ижорский завод поставлял броневые катаные листы, завод АМО (нынешний ЗИЛ) — двигатели. 31 августа 1920 года заводом был выпущен первый образец, который получил имя «Борец за свободу товарищ Ленин».
| Динамика производства танков «Рено-русский» на Сормовском заводе в 1920—1921 годах |          | |
| Год                                                                                | Месяц    | Состояние производства                                                                                                 |
| 1920                                                                               | Июль     | Заказ на изготовление танков выполнен на 37 %.                                                                         |
| 1920                                                                               | Август   | Изготовлено танков 1 шт — 100 %, но нет вооружения; 14 шт — до 42 % готовности.                                        |
| 1920                                                                               | Сентябрь | 1 танк готов, сдача задержана по не зависящим от завода причинам, 3 шт — 85 %, 11 шт — до 40 %.                        |
| 1920                                                                               | Октябрь  | 1 танк готов. 3 шт — 95 %, 1 шт — 75 %, 1 шт — 15 %.                                                                   |
| 1920                                                                               | Ноябрь   | 1 шт отправлен в Москву, 2 шт — 100 %, 3 шт — 95 %, 1 шт — 30 %, 1 шт — 15 %.                                          |
| 1920                                                                               | Декабрь  | Второй танк отправлен в Москву, сдано приёмщику 3 танка, ещё 3 шт готовы 100 %, 1 шт — 80 %, 1 шт — 50 %, 1 шт — 30 %. |
| 1921                                                                               | Январь   | Отправлен ещё 1 шт |
| 1921                                                                               | Февраль  | Закончен 1 шт |
| 1921                                                                               | Март     | Закончен 1 шт |
| 1921                                                                               | Апрель   | Отправлено 5 шт, осталось 1 шт — 100 %, 1 шт — 97 %, 2 шт — 85 %, 1 шт — 45 %.                                         |
| 1921                                                                               | Май      | В основном готовы все, сдано приёмщику 9 шт. Образцовый танк отремонтирован и используется в качестве трактора.        |

Испытания машины проводились с 13 по 21 ноября 1920 года. В «Краткой справке об изготовлении первого танка», посланной членами испытательной комиссии на имя В. И. Ленина, говорилось, что «танк выполнил всю программу испытаний и ныне представляет собой надежную боевую единицу».
Каждый из выпущенных танков типа «Рено-русский» имел имя собственное, дававшееся прямо на заводе, непосредственно после постройки машины. Имена выбирались в духе того времени, в основном в рамках революционной тематики:
| Танки «Русский Рено» выпуска 1920—1921 годов |                               |                                        |
| № машины                                     | Имя собственное               | Вооружение                             |
| 1                                            | «Борец За Свободу тов. Ленин» | 1 × 37-мм орудие                       |
| 2                                            | «Парижская Коммуна»           | 1 × 37-мм орудие                       |
| 3                                            | «Карл Маркс»                  | 1 × 37-мм орудие; 1 × 8-мм пулемёт (?) |
| 4                                            | «Лев Троцкий»                 | 1 × 37-мм орудие; 1 × 8-мм пулемёт     |
| 5                                            | «Лейтенант Шмидт»             | 1 × 37-мм орудие; 1 × 8-мм пулемёт     |
| 6                                            | «Карл Либкнехт»               | 1 × 37-мм орудие; 1 × 8-мм пулемёт     |
| 7                                            | «Красный Борец»               | 1 × 37-мм орудие; 1 × 8-мм пулемёт     |
| 8                                            | «Красная Звезда»              | 1 × 37-мм орудие; 1 × 8-мм пулемёт     |
| 9                                            | «Пролетарий»                  | 1 × 37-мм орудие; 1 × 8-мм пулемёт     |
| 10                                           | «Свободная Россия»            | 1 × 37-мм орудие; 1 × 8-мм пулемёт     |
| 11                                           | «Черноморец»                  | Не вооружён                            |
| 12                                           | «Илья Муромец»                | Не вооружён                            |
| 13                                           | «Буря»                        | Не вооружён                            |
| 14                                           | «Керчь»                       | 1 × 37-мм орудие; 1 × 8-мм пулемёт     |
| 15                                           | «Победа»                      | 1 × 37-мм орудие; 1 × 8-мм пулемёт (?) |

Относительно появления названия первого танка серии — «Борец за свободу товарищ Ленин» — кандидат исторических наук А. А. Тарасенко утверждает следующее. Рабочие Сормовского завода, размышляя над тем, как бы назвать первый танк, предлагали разные варианты. Одни предлагали назвать танк «Борец», другие предлагали имя «За свободу». Затем все сошлись во мнении, что танк надо бы назвать в честь вождя пролетариата «Товарищ Ленин». Вдруг кто-то предложил соединить три названия в одно, и предложение было принято коллективом. Когда танк был подготовлен к испытанию, рабочие на правом и левом бортах танка нанесли белой краской надпись: «Борец за свободу тов. Ленин»; а на носу корпуса нарисовали звезду и надпись: РСФСР.
Что же касается именования серии в целом, то здесь существуют разночтения. По данным М. Свирина, полученным в результате изучения оригинальных чертежей и маршрутных карт Сормовского завода, никаких индексов танку не присваивалось: в документах завода он проходил как танк типа «Рено», системы «Рено» или «Рено» с мотором «Фиат». В книге М. Фатьянова «Танк Рено-русский», выпущенной в 1927 году и являющейся по сути руководством по эксплуатации и обслуживанию танка, он обозначается как Рено-русский (через дефис), Рено русский (раздельно) или же: танк М. Рено-русский. При этом слово русский местами пишется как с заглавной, так и с прописной буквы. В ряде источников встречаются наименования: танк КС (сокр. от Красное Сормово) и танк М, однако происхождение их весьма туманно. Некоторые издания указывают прямым текстом, что эти обозначения не соответствуют действительности, хотя другие применяют их наравне с обозначением Рено-русский. В некоторых научно-популярных изданиях (к примеру, в книге Л. В. Беловинского для детей и юношества «С русским воином через века») этот тип танка именуют по имени собственному первой машины серии — «Борец за Свободу товарищ Ленин».
Также имеются данные, что весной 1921 года, после изготовления последнего танка Рено-русский из 15 заказанных, был построен 16-й танк, получивший название «Сувенир» и отправленный в качестве подарка В. И. Ленину. Впрочем, возможно, имеется в виду капитально отремонтированный эталонный Renault FT-17, который по состоянию на май 1921 года использовался на заводе в качестве трактора.

## Описание конструкции
В целом, «Рено-русский» почти полностью сохранил конструкцию своего прототипа и представлял собой однобашенный легкий танк классической компоновки с противопульным бронированием. Экипаж танка состоял из двух человек — механика-водителя, помещавшегося в передней части корпуса, и командира-стрелка, размещавшегося в башне стоя на полу танка или полусидя в брезентовой петле.

### Корпус и башня
Танк имел корпус коробчатой формы, собиравшийся из катаных бронелистов на каркасе при помощи заклепок. Башня также имела каркасную структуру. Броневые листы толщиной 7-22 мм обеспечивали удовлетворительную противопулевую защиту. При этом лобовые листы корпуса и башни устанавливались под большими углами к вертикали.
В качестве приборов наблюдения применялись смотровые щели. При этом с мест членов экипажа обеспечивался достаточно хороший обзор местности, кроме того, непростреливаемое («мертвое») пространство в направлении движения танка было очень небольшим.

### Вооружение
Согласно первоначальному проекту, «Русский Рено» должен был выпускаться в пушечном и пулемётном вариантах, причём на один пушечный танк приходилось два пулемётных. Таким образом, первая партия танков должна была включать 10 пулемётных машин и 5 пушечных. Связано это было, главным образом, с аналогичным составом вооружения «образцового» танка Рено ФT-17, вооружавшегося либо короткоствольной 37-мм пушкой Пюто СА-18 (Puteaux SA 18), либо пулемётом Гочкиса образца 1914 года.
Задача выбора конкретной артиллерийской системы была возложена на бывшего артиллерийского офицера Русской Императорской армии Макарова. В короткое время он изучил имевшиеся в распоряжении артиллерийские системы подходящего типа и рекомендовал следующие орудия для вооружения танков:
1. 37-мм траншейная пушка образца 1915 года (траншейная пушка Розенберга);
2. 37-мм траншейная пушка Круппа (Грюзона);
3. 37-мм морская катерная пушка Гочкиса.

Устанавливать орудия предполагалось в «качающейся люльке автомобильного образца». Окончательный выбор орудия определил тот факт, что пушки Розенберга и (Грюзона) остро требовались на фронте в качестве батальонных орудий. Таким образом, военные остановились на 37-мм морской пушке Гочкиса.
Предполагалось, что орудия для танков будут изыскиваться на военно-морских складах и поступать на Путиловский завод для капитального ремонта и регулировки, а также установки бронемаски и нового плечевого упора. На деле, однако, набор орудий оказался довольно пёстрым. В частности, из первых пяти орудий, прибывших на Сормовский завод с Путиловского в сентябре 1920 года, два представляли собой 37-мм пушки Пюто СА-18 французского производства (причём одна с «левой», а другая с «правой» нарезкой), ещё две — короткоствольные пушки Гочкиса выпуска Обуховского завода, а пятая пушка являлась опять-таки французской пушкой Гочкиса, но на этот раз длинноствольной. Позднее, правда, выяснилось, что две из пяти пушек неисправны. Взамен них Путиловский завод прислал ещё два орудия. Остальные танки предполагалось вооружить 8-мм пулемётами Гочкиса образца 1914 года.
Однако в конце 1920 года в Наркомвоенмор поступила информация, что производство во Франции пулемётного варианта Рено ФT-17 прекращено, а имеющиеся танки перевооружаются пушками. В связи с этим, было принято решение вооружить пушками все танки «Рено-русский», для чего в начале 1921 года Путиловскому заводу был выдан дополнительный заказ на ещё десять 37-мм орудий.
Боекомплект танка состоял из 250 унитарных артиллерийских выстрелов. Для размещения боекомплекта служили брезентовые патронташи на 140 снарядов, размещавшиеся в средней части корпуса танка, под башней, на бортах (по 70 с каждого борта), а также обойма снарядных гнёзд на 120 снарядов над коробкой передач. Пулемётные ленты по 300 патронов каждая укладывались на полу боевого отделения в жестяных коробках. Количество лент не регламентировалось, но обычно их было 9—10 (итого 2700—3000 патронов).

### Двигатель и трансмиссия
На танке «Рено-русский» устанавливался 4-цилиндровый карбюраторный однорядный автомобильный двигатель «Фиат» жидкостного охлаждения, производившийся на московском заводе АМО. Двигатель располагался продольно в кормовой части корпуса и был направлен маховиком в сторону носовой части. Четыре цилиндра диаметром 100 мм каждый объединены в единый блок, ход поршня — 140 мм. Картер — алюминиевый, двухчастный. Мощность двигателя составляла 33,5 л. с. при 1480 об/мин, что обеспечивало удельную мощность 4,5 л. с./т. Система зажигания — от магнето. Использовались магнето высокого напряжения марки «Дикси» или «Бош». Пуск двигателя производился из боевого отделения с помощью специальной рукоятки и цепной передачи или снаружи с помощью пусковой рукоятки. Охлаждение двигателя — жидкостное (водяное) с принудительным током охлаждающей жидкости в радиаторе. Карбюратор — типа «Фиат», шириной 36 мм.
Ёмкость топливного бака составляла 90 литров, что обеспечивало танку средний запас хода около 120 км.
Механическая трансмиссия состояла из конического главного фрикциона сухого трения (сталь по коже), 4-ступенчатой коробки перемены передач (КПП), бортовых фрикционов с ленточными тормозами (механизмов поворота) и 2-ступенчатых бортовых передач.

### Ходовая часть
Ходовая часть «Рено-русского» не имела существенных отличий от таковой у танка Рено ФT-17 и, применительно к одному борту, состояла из 9 сдвоенных опорных катков малого диаметра с внутренними ребордами, 6 сдвоенных поддерживающих роликов, одинарных направляющего колеса большого диаметра и ведущего колеса заднего расположения.
Опорные катки каждого борта были сблокированы в четыре тележки (первая — три катка, остальные — по два). Тележки попарно соединялись посредством шарнира с балансирами, которые, в свою очередь, шарнирно подвешивались к полуэллиптическим стальным рессорам. Концы рессор подвешивались к продольной балке двутаврового сечения, крепившейся к борту корпуса танка через пружину свечной подвески. Вся эта конструкция прикрывалась броневыми листами, образующими открытые снизу рамы ходовой части. Такая конструкция подвески с фактическим отсутствием амортизаторов и малым динамическим ходом катков в ряде источников называется «полужёсткой». Верхняя ветвь гусеницы опиралась на шесть поддерживающих роликов, собранных металлическими боковинами в обойму, причём задний её конец крепился к балке ходовой части на шарнире, а передний подрессоривался винтовой пружиной, что в идеале должно было обеспечивать автоматическое натяжение гусеницы. Направляющее колесо располагалось в передней части рамы и крепилось в вилке с винтовым механизмом регулировки натяжения гусеницы. Ведущее колесо цевочного зацепления (за шарнир трака) размещалось в задней части рамы ходовой части. Крупнозвенчатая гусеничная цепь состояла из 33—34 литых траков с башмаком и двумя рельсами, по которым двигались опорные катки. Траки соединялись посредством пальцев, при этом шарнир прикрывался отгибом башмака трака. Ширина гусеницы составляла 324 мм, что обеспечивало танку опорную поверхность около 1 м² и удельное давление на грунт около 0,7 кг/см².
Танк имел хорошую опорную и профильную проходимость. Для увеличения профильной при преодолении рвов и эскарпов в кормовой части был установлен съёмный кронштейн («хвост»), аналогичный таковому у французского прототипа. С «хвостом» машина была способна преодолевать ров шириной до 1,8 метра и эскарп высотой до 0,6 метра. Кроме того, танк не опрокидывался при кренах до 28°, мог преодолевать подъём до 38° и спуск до 28°. Глубина проходимого брода составляла 0,5 метра. «Рено-русский» обладал и неплохой для своих габаритов ударной силой — в частности, он мог валить деревья толщиной до 0,25 метра. Минимальный радиус разворота на месте равнялся ширине колеи машины (1,41 метра), хотя в общем случае радиус поворотливости машины оценивался в 2,5 метра.

### Электрооборудование
Электрооборудование танка было выполнено по однопроводной схеме, напряжение бортовой сети 6 В. В качестве источника электроэнергии использовалась аккумуляторная батарея. Средств радиосвязи танки не имели.

## Попытки модернизации
Ещё в ходе производства «Рено-русских» была предпринята попытка улучшения динамических характеристик машины за счёт установки, как было указано в документах, «усиленной 4-й передачи» в КПП и «увеличенной бортовой передачи». Для проведения испытаний был соответствующим образом переоборудован «Рено-русский» № 7 «Красный Борец», получивший в результате номер 7с («скоростной»). Предполагалось, что скорость переоборудованного танка будет выше максимальной скорости базовой машины на 4,4—4,7 км/ч и составит таким образом около 12,5 км/ч. 17 февраля 1921 года комиссар Гаугель сообщил в ГВИУ о готовности танка для испытаний. Для присутствия на испытаниях в Нижний Новгород прибыл конструктор бронеотдела ГВИУ Сотьянов. Испытания проводились в конце февраля—начале марта, и в целом оказались неудачными. При штатной работе мотора на 1400 об/мин «скоростной» танк развивал скорость лишь 8-10 км/ч, причём испытывавшийся параллельно для сравнения базовый «Рено-русский» № 6 «Карл Либкнехт» легко догонял «скоростной» танк посредством кратковременного увеличения числа оборотов мотора до 1800—2000 в минуту. Причём двигатель скоростного танка испытывал бо́льшие нагрузки, что ощутимо снижало надежность машины. Во избежание выхода «скоростного» танка из строя, бортовая передача с него была переставлена на танк № 6 (при этом улучшенная КПП осталась на танке № 7). На повторных испытаниях танки № 6 и № 7 смогли развить скорость 10 км/ч при оборотах 1400—1600. По итогам испытаний заводская комиссия во главе с конструктором Сотьяновым признала эти показатели максимально достижимыми для данного силового агрегата. Предполагалось переоборудовать усиленными бортовыми передачами все танки «Рено-русский», однако выполнено это не было.
В 1927 году специалистами Военной электротехнической академии (ВЭТА) РККА был разработан комплект телеаппаратуры для танка «Рено-русский», однако данные об испытании данной аппаратуры на танках отсутствуют.

## Служба и боевое применение

Танк «Рено-русский» со смешанным вооружением на манёврах. 1920-е годы.

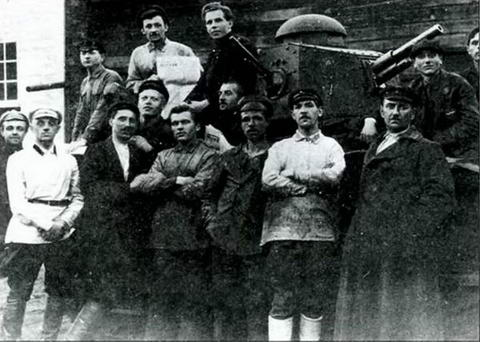
Бойцы автобронеотряда на политинформации возле танка «Рено-Русский». 1924 год.

«Русские Рено» поступали на вооружение автобронеотрядов (А-бо) Красной Армии, однако ни в каких боевых действиях не участвовали. Встречающаяся в отдельных источниках информация о применении танков в боях Гражданской войны в России или Советско-польской войны 1919—1921 годов не соответствует действительности. Бо́льшая часть танков вообще поступила на оснащение А-бо уже после окончания боевых действий. Первый автобронеотряд, полностью оснащённый танками «Рено-русский», был сформирован приказом РВСР № 1375 7 февраля 1922 года и получил номер 7. Штатная материальная часть отряда включала 5 «Русских „Рено“» — № 1 «Борец За Свободу тов. Ленин», № 2 «Парижская коммуна», № 9 «Пролетарий», № 13 «Буря» и № 15 «Победа» (причём танк № 13 «Буря» не имел вооружения). Также в штат матчасти 7-го А-бо входил один грузовик неустановленной марки. Интересно то, что личный состав для 7-го автобронеотряда (або) отбирался по весьма специфическому признаку — наличию у танкистов знаний в области сельского хозяйства. Объясняется такой подход достаточно просто — уже в момент формирования автобронеотряд предполагалось отправить в поражённое голодом Поволжье, при этом танки должны были использоваться в качестве тракторов для вспашки полей. Тем не менее, командный состав был сформирован из резервистов танкового дивизиона, причём все командиры танков (кроме одного) до Революции служили в Русской Императорской армии в чинах не ниже унтер-офицера. Кроме того, все они, кроме двоих и адъютанта отряда, прошли курсы московской Высшей броневой школы (ВБШ). Уже 4 марта 7-й або отправился к «месту службы» в Саратов, успев перед этим принять участие в параде на Красной площади по случаю дня Красной Армии 23 февраля 1922 года. Туда же отправился и сформированный с той же целью 6-й або, укомплектованный французскими Рено ФT-17. Данные о дальнейших действиях отрядов отсутствуют.
Также имеются данные, в соответствии с которыми весной 1922 года два «Рено-русских» планировалось использовать в борьбе с бандитскими и повстанческими группировками в районе средней Волги, однако начавшийся ледоход заставил военных отказаться от этой идеи.
После 1924 года танки типа М стали один за другим постепенно выходить из строя, хотя, используя детали списанных трофейных танков Рено ФT-17, в 1926 году удалось отремонтировать 8 танков. Отремонтированные машины до 1929 года состояли на вооружении частей Ленинградского и Московского военного округов.
Официально танк «Рено-русский», как и его французский прообраз Рено ФT-17, был снят с вооружения весной 1930 года, однако сразу танки в переплавку не пошли. Согласно «Справке о наличии танков старых систем», составленной УММ РККА немногим менее года спустя, по состоянию на 30 января 1931 года все 15 «Рено-русских» всё ещё имелись в наличии: 

«Рено-русский»: 
1. Бронекомандные курсы — 1 шт.; 
2. Гражданские ВУЗы — 9 шт.; 
3. 2-й танковый полк — 1 шт.; 
4. Военно-техническая академия — 2 шт.; 
5. Орловская танковая школа — 1 шт.; 
6. ЦЛПС — 1 шт. 
Всего — 15 шт. (с вооружения сняты).
В течение нескольких последующих лет машины были выведены на базы хранения и постепенно разобраны. В соответствии с аналогичной проверкой в марте 1938 года, ни одного «Русского „Рено“» в наличии не имелось, а Рено ФT-17 оставалось лишь два (на складе № 37).

## Сохранившиеся экземпляры

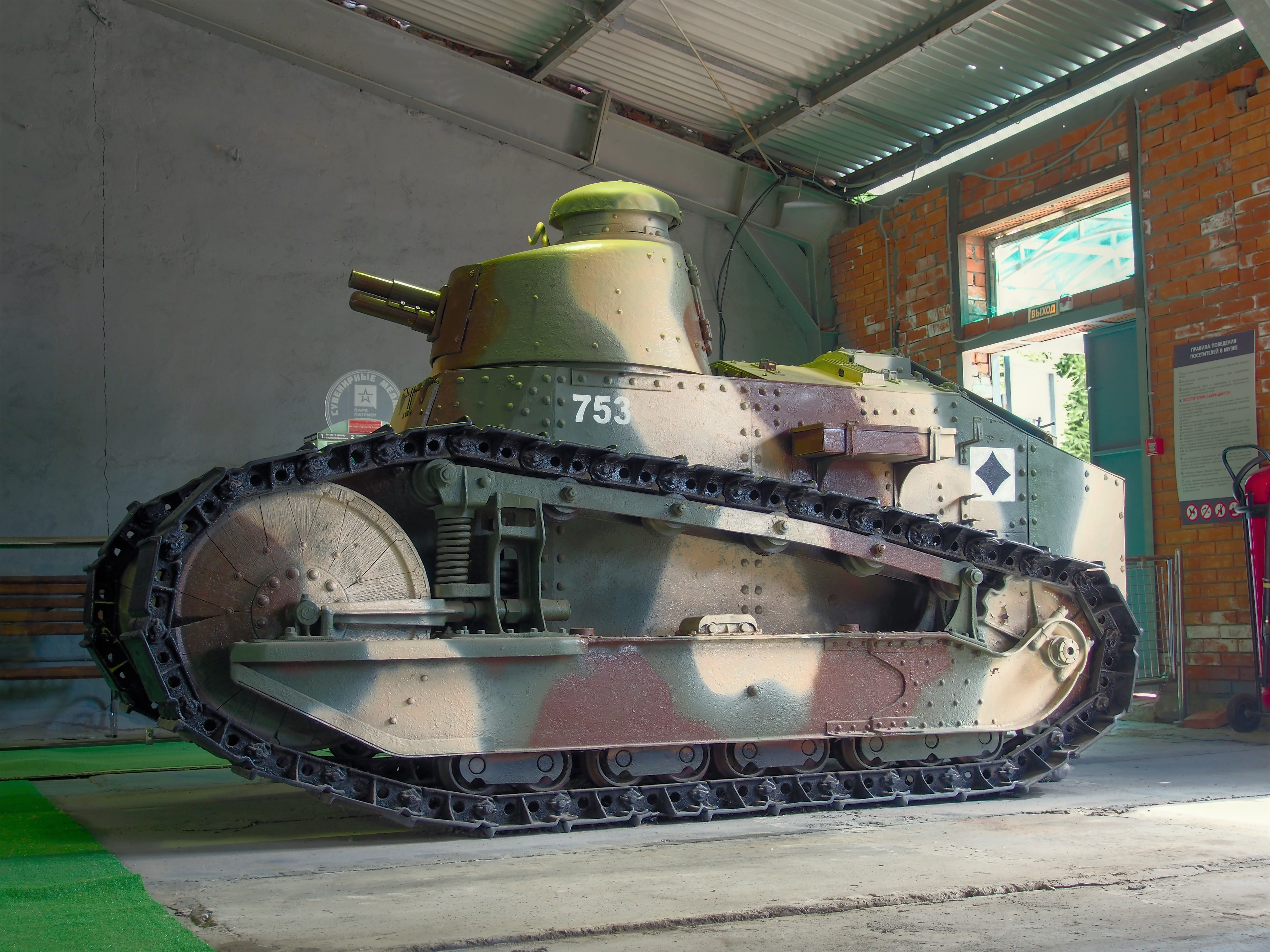
Танк Рено ФТ в Бронетанковом музее Кубинки

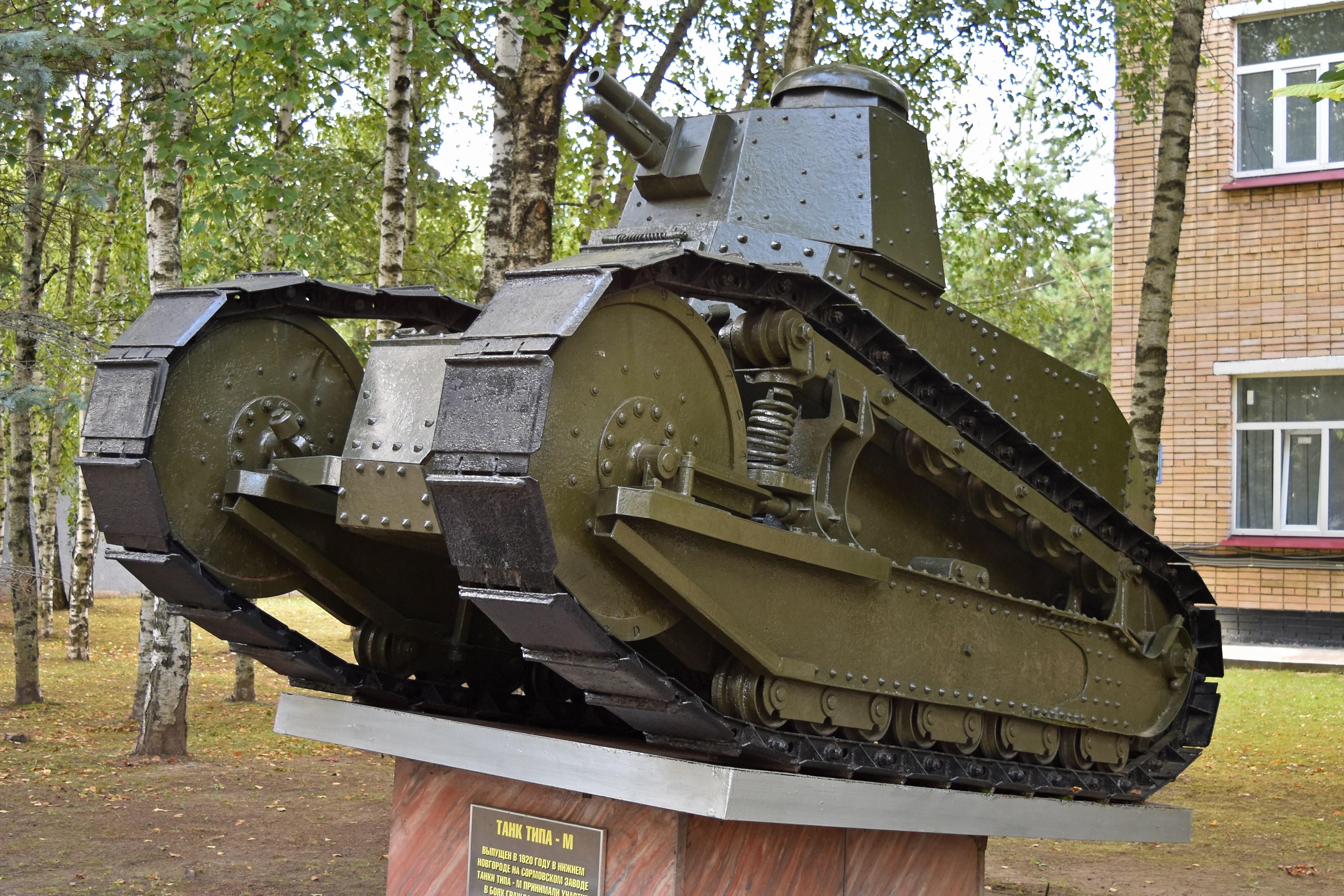
Реплика танка КС в бронетанковом музее в Кубинке. 2017 год

После снятия с вооружения в 1930 году, все танки типа «Рено-русский» были постепенно разобраны.
- Один экземпляр возможно сохранился в экспозиции Бронетанкового музея в Кубинке. На табличке в музее он подписан как Рено ФТ, но некоторые эксперты утверждают что это гибрид сделанный из частей танка Рено ФТ и танка Русский Рено. При том большая часть этого гибрида все таки относится к Русскому Рено[28].
- Существуют, две копии «Русского „Рено“» в натуральную величину. Первая из них, весьма достоверно выполненная, была собрана в 1970-х годах специалистами НИИБТ Полигона в подмосковной Кубинке и установлена на территории военной части в качестве памятника. Впоследствии, при организации на базе полигона Центрального музея бронетанкового вооружения и техники, макет «Танка М» был перенесён на новый постамент на территории музея, где и находится в настоящее время. Второй макет «Рено-русского» является, вместе с танком Т-34-85, частью памятника, установленного в Нижнем Новгороде (в то время Горьком) на площади возле проходной завода «Красное Сормово». Памятник был открыт 9 мая 1980 года, в ознаменование 35-й годовщины Победы в Великой Отечественной войне[29].

## Оценка машины

### Оценка характеристик
В целом, «Русский Рено», будучи почти полной копией своего французского прообраза, являлся вполне современной по тем временам машиной — по своим характеристикам танк не уступал прототипу, а по максимальной скорости и бронированию — превосходил. Также «Рено-русский» стал первым в мире танком, оснащённым смешанным пушечно-пулемётным вооружением во вращающейся башне, и вплоть до 1926 года оставался единственной в мире танком с таким вооружением. Другое дело, что практическая боевая ценность такого решения вряд ли была бы велика — одновременно применять оба типа вооружения не позволяла тесная башня.
Вместе с тем, высокая стоимость «Рено-русских» и общая слабая готовность промышленности к подобным изделиям обусловили очень ограниченное производство и использование этого танка. Надежность машин также оставляла желать лучшего. Не следует забывать, что по сути своей, «Рено-русские» являлись штучными машинами — есть сведения, что даже взаимозаменяемость деталей разных машин серии была весьма относительной. Правда, «фирменные» запчасти, остававшиеся от списываемых танков Renault FT-17, всё же с трудом, но подходили к советским танкам, что позволило несколько продлить срок эксплуатации «Русских Рено».
Однако главная заслуга «Рено-Русского» заключается в том, что он был первым советским танком. Опыт, полученный при его изготовлении, позволил позднее приступить к разработке уже полностью оригинальных отечественных танков типа МС-1.

### Сравнение с зарубежными аналогами
Надо сказать, что в конце 1910-х — начале 1920-х годов прямое или косвенное копирование танка Рено ФT-17 имело место сразу в нескольких странах. Связано это было, главным образом, с удачностью конструкции французского танка. В период почти бессистемного поиска наилучшей конструкции танка Луи Рено смог найти несколько решений, настолько удачных, что впоследствии они стали общеупотребительными — ставшая называться классической компоновка танка (вращающаяся пушечная башня наверху корпуса с люками на крыше, заднее расположение двигателя и топливных баков, фронтальное расположение пулемётного вооружения, место водителя спереди), размещение оружия в башне кругового вращения, наблюдательный купол и т. д. Это привело к тому, что в ряде стран мира начали появляться танки, очень напоминающие «оригинал» и близкие ему по тактико-техническим характеристикам.
Помимо Советской России с её «Рено-русским», откровенное копирование Renault FT-17 было произведено в США, где в 1918 году выпускался танк M1917 «Шеститонный», в некоторых источниках называвшийся также, как «Рено-американский». Созданный в Италии в том же году танк Фиат 3000 также во многом использовал конструктивные решения французского танка. Сравнительные характеристики оригинальных французских машин и их зарубежных вариантов представлены в таблице.
| Сравнение характеристик танка «Рено-русский» и лёгких танков разных стран конца 1910-х годов |                                    |                            |                                    |                         |                              |
| Параметр ТТХ                                                                                 | Рено-русский                       | Рено ФT-17 (пулемётный)    | Рено ФT-17 (пушечный)              | Фиат 3000A              | 6-ти тонный M1917 (пушечный) |
| Страна                                                                                       | РСФСР                              | Франция                    | Франция                            | Италия                  | США                          |
| Год(ы) разработки                                                                            | 1919—1920                          | 1916—1917                  | 1916—1917                          | 1918                    | 1918                         |
| Количество выпущенных                                                                        | 15                                 | ~2100                      | ~1500                              | 100                     | 374                          |
| Масса, т                                                                                     | 7                                  | 6,5                        | 6,7                                | 5,5                     | 6,57                         |
| Длина, мм                                                                                    | 4100 (4960 с «хвостом»)            | 4100 (4960 с «хвостом»)    | 4100 (4960 с «хвостом»)            | 3750 (4290 с «хвостом») | 4216 (5004 с «хвостом»)      |
| Ширина, мм                                                                                   | 1750                               | 1740                       | 1740                               | 1670                    | 1782                         |
| Высота, мм                                                                                   | 2250                               | 2140                       | 2140                               | 2200                    | 2311                         |
| Экипаж, чел.                                                                                 | 2                                  | 2                          | 2                                  | 2                       | 2                            |
| Пушечное вооружение (калибр, марка, длина ствола в калибрах)                                 | 37-мм пушка Гочкиса СА-18, 21 клб. | —                          | 37-мм пушка Гочкиса СА-18, 21 клб. | —                       | 37-мм M1916, 20 клб.         |
| Боекомплект, снарядов                                                                        | 250                                | —                          | 237                                | —                       | 238                          |
| Пулемётное вооружение                                                                        | 1 8-мм Гочкис обр. 1914 г.         | 1 8-мм Гочкис обр. 1914 г. | —                                  | 2 6,5-мм СИА            | —                            |
| Боекомплект, патронов                                                                        | 2016                               | 4800                       | —                                  | 2000                    | —                            |
| Лобовое бронирование, мм                                                                     | 16                                 | 16                         | 16                                 | 16                      | 15                           |
| Бортовое бронирование, мм                                                                    | 16—13                              | 16—8                       | 16—8                               | 16—6                    | 15—8                         |
| Бронирование башни, мм                                                                       | 22                                 | 22                         | 22                                 | 16                      | 15                           |
| Мощность силового агрегата, л.с.                                                             | 33,5                               | 39                         | 39                                 | 51                      | 42                           |
| Удельная мощность, л.с./т                                                                    | 4,5                                | 6                          | 5,8                                | 9,3                     | 5,8                          |
| Максимальная скорость, км/ч                                                                  | 8,5                                | 7,8                        | 7,8                                | 21                      | 8,9                          |
| Запас хода по шоссе, км                                                                      | 60                                 | 35                         | 35                                 | 95                      | 48                           |
| Преодолеваемый подъём, град.                                                                 | 38                                 | 45                         | 45                                 | 20                      | 35                           |
| Преодолеваемая стенка, м                                                                     | 0,6                                | 0,6                        | 0,6                                | 0,6                     | 0,6                          |
| Преодолеваемый ров, м                                                                        | 1,35 (1,8 с «хвостом»)             | 1,35 (1,8 с «хвостом»)     | 1,35 (1,8 с «хвостом»)             | 1,32 (1,5 с «хвостом»)  |                              |
| Преодолеваемый брод, м                                                                       | 0,7                                | 0,7                        | 0,7                                | 0,6                     | 0,6                          |

Из сравнения характеристик видно, что «Рено-русский» не уступал прообразу и родственным машинам по большинству основных характеристик.

## «Русский Рено» в массовой культуре

### Стендовый моделизм
По состоянию на 2012 год, пластиковые модели-копии танка «Рено-русский» в масштабе 1:72 выпускаются предприятием «RPM» (Польша), номер по каталогу производителя 72206. В масштабе 1:35 модели «Русского Рено» не выпускаются, однако комплект деталей для сборки модели танка Рено ФT-17 в пушечном варианте той же фирмы «RPM» (номер по каталогу производителя 35065) позволяет, при некоторых доработках, собрать модель «Рено-русского» с пушечным вооружением (набор содержит декаль для танка «Борец За Свободу тов. Ленин»).
Обе модели выполнены методом литья под высоким давлением (ЛВД).

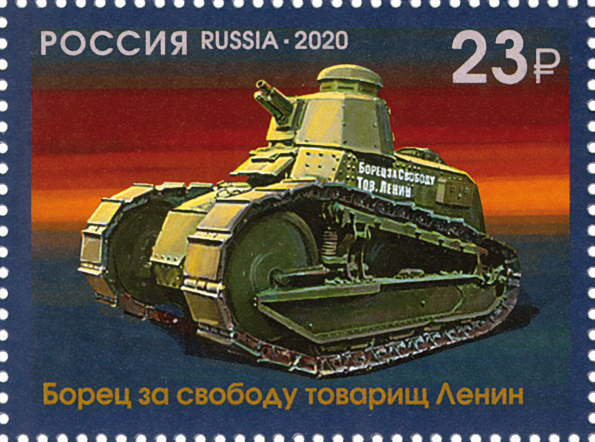
Танк «Борец за свободу товарищ Ленин» на почтовой марке России 2020 года

### Филателия
20 августа 2020 года в рамках серии «100 лет отечественному танкостроению» почтой России была выпущена почтовая марка, посвящённая танку «Борец за свободу товарищ Ленин» (ЦФА [АО «Марка»] № 2680), тираж марки составил 112 тыс. экземпляров.